# Kestur, Krishnarajanagara
Kestur là một làng thuộc tehsil Krishnarajanagara, huyện Mysore, bang Karnataka, Ấn Độ.